# 沃尔夫冈·阿玛多伊斯·莫扎特之死

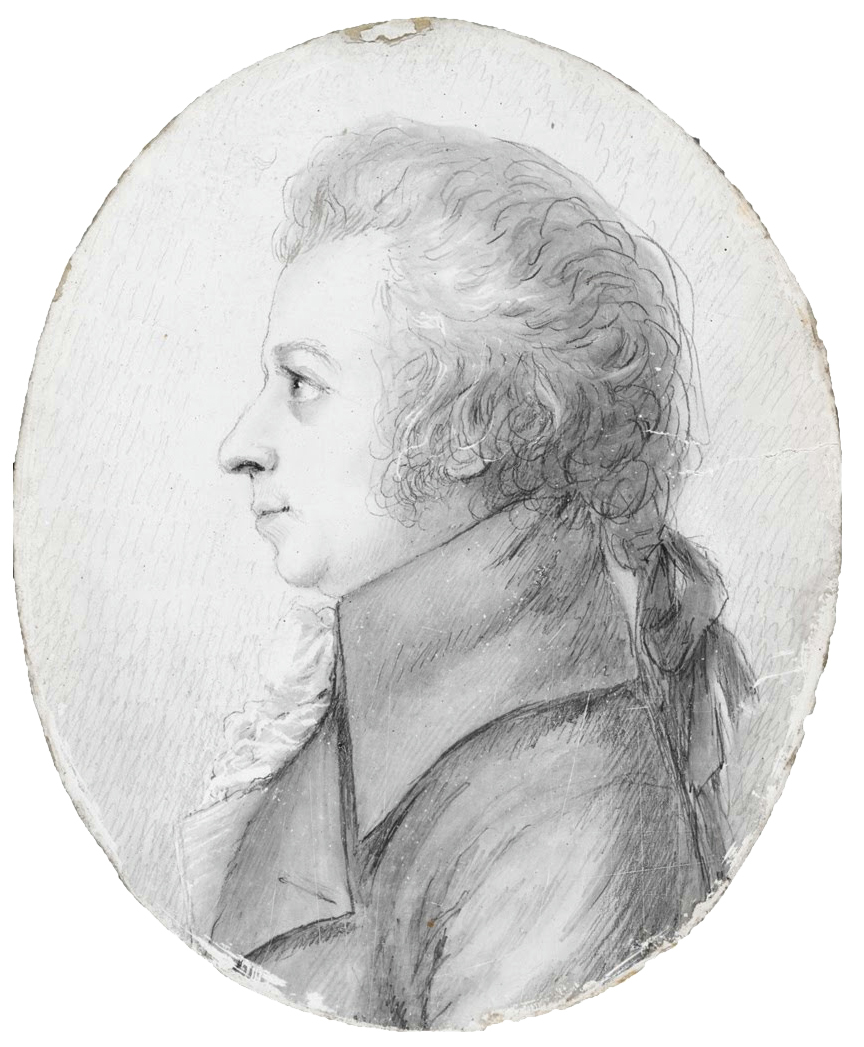
1789年时绘制的莫扎特的肖像

作曲家沃尔夫冈·阿马多伊斯·莫扎特於1791年12月5日逝世，得年35岁。他离世前患病过程非常短促，而他离世时的景况历来吸引大量的研究和推测。

## 健康状况的恶化和最后时光
莫扎特终身受到健康问题困扰。他曾患过天花，扁桃体炎，支气管炎，肺炎，伤寒，风湿症以及牙周炎。而他离世前健康状况的恶化始于他1791年的布拉格之行。他这次布拉格之行是为了督导他新写成的歌剧《提图斯的仁慈》的首演。首演获得成功，但在布拉格时，他本人已经开始感觉不舒服了。莫扎特传记作者弗朗茨·克萨韦尔·尼姆切克(Franz Xaver Niemetschek)如是描述当时情况：“……他当时面色苍白，表情难受，尽管当时他还能和朋友谈笑打趣。”
在回到维也纳后，莫扎特的身体状况开始恶化。一度，他还能继续工作：完成了《单簧管协奏曲》，推进了《安魂曲》的完成进度，并在9月30日指挥了《魔笛》的首演。但他已经对于健康状况的恶化警觉并感到悲观。而在尼姆切克所写的传记中提到了来自于莫扎特的妻子康斯坦策的一段著名轶闻：
|  | 回到维也纳后，他健康状况的恶化程度明显增加，这令他感到沮丧。他的夫人对此感到十分忧虑。一天，她为了让他从恶化的健康状况上分散注意力，帶他去普拉特公园游玩。就在他们并肩而坐时，莫扎特提到了死亡，并说那部安魂曲是他写给他自己的。眼泪开始从这个多愁善感的男人眼里流出。“我感觉”他继续说道，“我真的活不了多久了。我一定是被下毒了。这种想法在我心头挥之不去。” |

康斯坦策尝试透过让他暂停有关安魂曲的工作，专心于完成《共济会康塔塔》（Freimaurerkantate, K. 623）来改善他的情绪。这部康塔塔是为了庆祝莫扎特自己的共济会会所的开幕而作。这个方法一度奏效，他完成了《康塔塔》，并在11月18日成功首演。他向康斯坦策表达了他对首演成功的“欢欣鼓舞”：“我意识到我懷疑自己被下毒的这一想法是多么荒诞了，让我继续完成安魂曲吧！”莫扎特如是说道。
尽管如此，莫扎特的健康状况开始急速恶化。11月20日，他已卧床不起，身体浮肿并呕吐不止。

## 离世
莫扎特传记作者格奥尔格·尼古劳斯·冯·尼森（也是康斯坦策后来的丈夫）是这样描述莫扎特离世时的状况：“他的病状起始于手脚浮肿。他的手脚浮肿到几乎动弹不得。接着他开始呕吐……在他离世前2小时，他一直保持着清醒的意识。”这些细节来源于康斯坦策的妹妹苏菲·韦伯的叙述。他身体的浮肿情况令他无法在床上坐起，甚至无法自己移动。
而在离世前的最后时光，莫扎特受到了他妻子家族的安抚。康斯坦策的母亲锡西利亚·韦伯和姐妹考虑到他身体浮肿情况，于是为他做了件前敞的睡衣。
沃尔夫冈·阿马多伊斯·莫扎特最终在1791年12月5日凌晨1点时离世。苏菲这样描述当时的情况：“我无法描述出他妻子当时是多么的哀伤。她双膝跪下，向着全能的上帝祈求着对他的仁慈。她抱着刚过世的他，尽管我再三劝阻，她还是不肯离去。”

## 葬礼
莫扎特的葬礼由他的朋友兼资助人戈特弗里德·范·斯维滕男爵组织治丧。根据《新格罗夫音乐与音乐家辞典》描述，12月7日，按照当时维也纳人的风俗，莫扎特葬在城外圣马克思墓地的一处普通坟墓中，当时安东尼奥·萨列里、弗朗兹·克萨韦尔·苏斯迈尔、斯维滕男爵以及另外两个音乐家在场。葬礼当时正下着大雪的說法只是謠傳，當天的天氣实际是平静温和的。
有关莫扎特下葬在贫民墓地的说法也是无稽之谈。上面所说的“普通墓地”是指区别于贵族墓地的平民墓地，是个人墓地而非公有墓地。但市政府有权在十年后将尸骨挖出，为后来需要埋葬的尸体腾出位置；而贵族墓地也受到同等对待。1801年，莫扎特的尸骨被挖出。科学家在1989至1991年检测一个颅骨，并最终确认是莫扎特。

## 身后
康斯坦策逐渐从沃尔夫冈离世的哀痛中恢复过来，并着手解决当时家庭所面临的财务问题：当时莫扎特的两个儿子尚年幼，而莫扎特留下了巨额债务。由于莫扎特曾兼职皇帝的宫廷乐师，她成功地向当时神圣罗马帝国的皇帝利奥波德二世申领了遗孀补助金。除此之外，她还筹划了一系列莫扎特作品的音乐会，并出版了她丈夫的许多作品。由于她的努力，当时家庭的财务问题得以解决。
而在莫扎特死后不久，弗里德里希·施里希特戈洛开始着手莫扎特传记的写作。他对于莫扎特早年的描述是基于莫扎特的姐姐瑪利亞·安娜·莫札特所提供的信息。而在康斯坦策的协助下，弗朗茨·尼姆切克也完成了一部传记。之后，康斯坦策又协助她的第二任丈夫，格奥尔格·尼古劳斯·冯·尼森，完成了一部更为详细的传记。这部传记在1826年出版。
莫扎特音乐作品在其死后声誉日隆。正如音乐学家梅纳德·所罗门描述的：在莫扎特死后，社会兴起了一股对于他的作品前所未有的热潮，许多出版商竞相出版了他的作品。

## 相关人物对于莫扎特最后时光的描述
曾经在《魔笛》首演中出演塔米诺一角的，莫扎特的亲密友人，贝内迪克特·沙克曾在莫扎特临终时参与《安魂曲》的排演。在1827年他的讣告中出现了他对于当时情况的描述：
|  | 在莫扎特去世的前一天，（莫扎特）让人将安魂曲的乐稿拿到他的床前，他自己（当时是下午2点）唱女中音部分，沙克像之前的排演时一样唱女高音部分，莫扎特的连襟霍费尔唱男高音部分，弗朗茨·克萨韦尔·格尔唱男低音部分。而在唱到“落泪之日”（"Lacrimosa dies illa"）部分的第一小节时，莫扎特开始痛哭，并将手稿放在一边。11个小时后的（1791年12月5日）凌晨1点，莫扎特离开人世。 |

尼姆切克的传记中有类似的描述，但并未述及排演：
|  | 在他离世前一天，他让人将乐稿拿到他的床边。“我不是曾经说过嗎，这部安魂曲是为了我自己而作。”说完这些，他热泪盈眶，又重新翻了一遍整个手稿。 |

而广泛流传的有关莫扎特临死前向他的学生苏斯迈尔口授安魂曲片段的说法，受到了莫扎特传记的作者梅纳德·所罗门的强烈反对。他表示这个说法最早只能追溯到1856年。而苏菲·韦伯确实曾表示过，莫扎特向苏斯迈尔口受过写作的指导。
1840年，作曲家伊格纳茨·冯·塞弗里德（Ignaz von Seyfried）在他写的一封信中表示，莫扎特在离世前一晚心中一直惦记着当时正在上演的歌剧《魔笛》。莫扎特据说曾在耳语康斯坦策时提及到她的姐姐约瑟法（她在首演时出演夜后一角）:
|  | 安静, 安静！霍费尔正唱到高音F。现在她正在唱她第二个咏叹调，‘复仇的火焰’。她唱的‘听啊！一个母亲的誓言’（'Hört! hört! hört! der Mutter Schwur'）多么有力。 |

所罗门注意到为莫扎特作传时经常忽略的 一个细节：康斯坦策曾向尼森表示，在莫扎特离世时刻，他曾向她询问他的医生说了什么。当她回答他只需要卧床休养时，他沮丧地说道：“那不是真的，我快要死了，偏偏是在我能供养你和孩子们的时候。唉！我只能留下无所依靠的你们了。”当他说完这些话时，棕色的呕吐物从他口中涌出。他随即离世。
莫扎特的大儿子，当时七岁的卡尔·托马斯·莫扎特在莫扎特去世时在场，后来回忆道：“我记得特別清楚，他去世前数日，全身的浮肿使他已無法做出最簡單细微的动作。此外，在他遗体周围有一股恶臭。这反映了尸身内部的腐烂，使尸检不可能完成。”

## 后世对莫扎特死因的研究
由于当时简陋和原始的医疗状况，无法确定莫扎特的具体死因。在他所处教区的档案中，记载着他死于“急性粟粒热”。其中“粟粒”是指的是皮肤上呈现小米大小的肿块，然而这种症状无法确认根本上的疾病病因。
而关于莫扎特的死因，历来存在各种各样的推测。
有一种很早便存在的说法，即莫札特是被他的同事安东尼奥·萨列里毒杀。这个说法并没有确凿的事實證明，莫扎特生前也并未出现中毒症状。尽管萨列里否定这种指控，他还是被这类「害死莫扎特」的指责持續困擾，最终造成他晚年精神失常。
有人将莫扎特的死部分归因于他的医生克罗塞的渎职。苏菲·韦伯在1825年曾表达过这一想法，后世有这样的记述：
|  | 当莫扎特即将离世，家人去叫医生时，他的一个医生，尼古劳斯·克罗塞（Nikolaus Closset）仍在剧院。依据苏菲的描述，这位戏剧爱好者却“坚持看完那一出戏”。在他到达时，他给当时高烧的莫扎特进行冷敷。这导致莫扎特休克。他在死前再也没有恢复意识。 |

一篇1908年发表的期刊文章中，作者认为在当时医疗条件下，缺乏维生素D对莫扎特的健康恶化乃至去世，产生很大影响。
还有一种推测，莫扎特患有疑病症，而他偏好的安慰剂中含有致命的锑。在他临终前的日子，为了舒缓发热症状，加大使用锑的剂量。
在1994年《神经学》（Neurology）发表的一篇文章中，提出莫扎特死于頭部外傷。法医对当年莫扎特的掘墓人之一的后人保存的、据信属于莫扎特的颅骨，进行了软组织复原。比照莫扎特的肖像，最终确定它是莫扎特本人。而在对颅骨进行研究时，医学家发现有左颞骨骨折，并伴有腐蚀特征，表明可能存在慢性硬膜下血肿（chronic subdural hematoma）。这可能与1789年和1790年他多次跌倒有关。1790年和1791年他经受的头痛以及晕厥，也与头部外伤的症状一致。此外，过度的放血术通常用于疑似风湿热，会导致机体代谢失常，并导致死亡。
在2000年发表的一篇文章中，一个由两位外科医生和一位音乐学家组成的小组在对历史证据进行研究后，得出莫扎特死于风湿热的结论。
2009年，一组来自英国、奥地利和荷兰的研究者，对莫扎特去世时的其他维也纳人的死因进行了一项流行病学研究。他们得出莫扎特可能死于由链球菌感染导致的急性肾炎综合征。这种疾病在奥地利称作“浮肿症”（Wassersucht）。